# Лидем, Джоанна
Джоанна Элисон (Джо) Лидем (англ. Johannah Alison "Jo" Leedham; в замужестве Уорнер (англ. Warner); родилась 5 декабря 1987 года в Честере, Чешир, Англия) — британская профессиональная баскетболистка, выступала в женской национальной баскетбольной лиге (ЖНБЛ) за команду «Буллин Бумерс». Была выбрана на драфте ВНБА 2010 года в третьем раунде под общим двадцать седьмым номером клубом «Коннектикут Сан», однако в женской национальной баскетбольной ассоциации (ЖНБА) никогда не выступала. Играла на позиции лёгкого форварда.
В составе национальной сборной Великобритании принимала участие на Олимпийских играх 2012 года в Лондоне, а также на чемпионатах Европы 2011 года в Польше, 2013 года во Франции и 2019 года в Сербии и Латвии.

## Ранние годы
Джоанна Элисон родилась 5 декабря 1987 года в городе Честер (графство Чешир) в семье Кима и Сью Лидем, у неё есть две сестры, Дженнифер и Кирсти, а училась она в городе Чешир (штат Коннектикут) в одноимённой академии, в которой выступала за местную баскетбольную команду.